# Eupoecilia
Eupoecilia là một chi bướm đêm thuộc phân họ Tortricinae của họ Tortricidae.

## Các loài
- Eupoecilia aburica Razowski, 1993
- Eupoecilia acrographa (Turner, 1916)
- Eupoecilia ambiguella (Hubner, [1796])
- Eupoecilia amphimnesta (Meyrick, 1928)
- Eupoecilia anebrica Diakonoff, 1983
- Eupoecilia angustana (Hubner, [1796-1799])
- Eupoecilia anisoneura Diakonoff, 1982
- Eupoecilia armifera Razowski, 1968
- Eupoecilia cebrana (Hubner, [1811-1813])
- Eupoecilia charixantha (Meyrick, 1928)
- Eupoecilia citrinana Razowski, 1960
- Eupoecilia coniopa Diakonoff, 1984
- Eupoecilia cracens Diakonoff, 1982
- Eupoecilia crocina Razowski, 1968
- Eupoecilia dactylota (Diakonoff, 1952)
- Eupoecilia dentana Razowski, 1968
- Eupoecilia diana Razowski, 1968
- Eupoecilia dynodesma (Diakonoff, 1971)
- Eupoecilia engelinae (Diakonoff, 1941)
- Eupoecilia eucalypta (Meyrick, 1928)
- Eupoecilia inouei Kawabe, 1972
- Eupoecilia kobeana Razowski, 1968
- Eupoecilia kruegeriana Razowski, 1993
- Eupoecilia lata Razowski, 1968
- Eupoecilia neurosema (Meyrick, 1938)
- Eupoecilia ochrotona Razowski, 1968
- Eupoecilia reliquatrix (Meyrick, 1928)
- Eupoecilia sanguisorbana (Herrich-Schffer, 1856)
- Eupoecilia scytalephora (Diakonoff, 1952)
- Eupoecilia sumatrana Diakonoff, 1983
- Eupoecilia sumbana (Diakonoff, 1953)
- Eupoecilia taneces (Diakonoff, 1973)
- Eupoecilia tenggerensis (Diakonoff, 1949)
- Eupoecilia thalia Diakonoff, 1984
- Eupoecilia wegneri (Diakonoff, 1941)
- Eupoecilia yubariana Razowski, 2005

## Hình ảnh

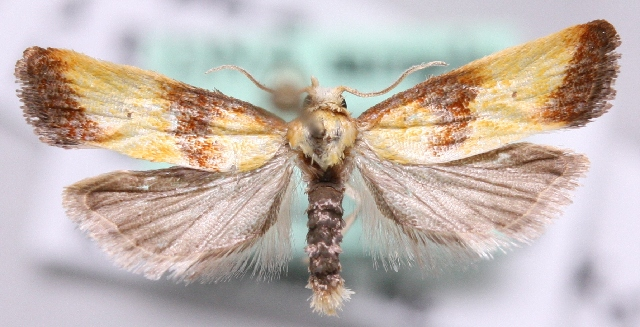